# LEGO Star Wars II: The Original Trilogy
LEGO Star Wars II: The Original Trilogy is een computerspel gebaseerd op de Star Warsspeelgoedserie van LEGO. Het spel is een vervolg op LEGO Star Wars: The Video Game. Het spel behandelt de originele drie Star Warsfilms (A New Hope, The Empire Strikes Back en Return of the Jedi).
Het spel werd ontwikkeld door Traveller's Tales en Amaze Entertainment, en werd tegelijk uitgebracht voor Windows, Xbox, GameCube, PlayStation 2, Game Boy Advance, Nintendo DS, PlayStation Portable en Xbox 360.

## Gameplay
Net als bij het vorige spel zijn alle personages LEGO-figuurtjes gemodelleerd naar bekende personages uit de films. Ook de omgevingen zijn grotendeels gemaakt van LEGO-blokken. Het spel toont net als zijn voorganger een humoristische versie van het Star Warsuniversum. Via scènes zonder dialoog toont het spel enkele van de noemenswaardige gebeurtenissen uit de films.
Een vernieuwing aan het spel ten opzichte van zijn voorganger is de mogelijkheid om zelf nieuwe personages te maken door onderdelen van oude personages te mengen. Deze nieuwe personages krijgen automatisch een nieuwe naam die samengesteld is uit de namen van de originele personages. Voorbeelden zijn Princess Leia, C3PO, Luke Skywalker en Darth Vader. Ook kunnen personages uit het vorige spel worden overgezet in dit spel.
Personages die met blasters vechten hebben in dit spel een aantal nieuwe mogelijkheden daar dit spel minder jedi- en sith-personages heeft dan zijn voorganger.

## Personages
Bespeelbare personages in het spel komen allemaal uit de originele Star Warstrilogie. Dit zijn bekende personages als Han Solo, Luke Skywalker, Ben Kenobi, Yoda, Chewbacca, Boba Fett, Prinses Leia, C-3PO, R2-D2, Darth Vader, en Keizer Palpatine. Indien een speler een opgeslagen spel van “LEGO Star Wars: The Video Game” bezit, kunnen nog eens 46 personages uit dat spel worden overgezet. Niet alle personages zijn direct bespeelbaar. Een groot aantal moet worden vrijgespeeld. Via de verhaalmode zijn 50 personages te ontsluiten.
In de Mos Eisley Cantina kunnen spelers twee zelfbedachte personages maken door onderdelen van reeds bestaande personages te mengen. De gebruikte onderdelen bepalen wat dit personage wel en niet kan. Zo kan een personage dat een lichtzwaard gebruikt De Kracht hanteren, maar geen blasters.

## Voertuigen
Spelers kunnen in voertuigen springen en het level hiermee verkennen. In dit spel kunnen voertuigen vrij door het level bewegen, terwijl ze in het vorige spel nog gebonden waren aan vooraf vastgelegde routes.

## Levels
Net als in het eerste spel zijn de levels te betreden via deuren in een centraal level. Dit centrale level is de Mos Eisley Kantine. Een groot aantal Star Warslocaties is verwerkt in de levels waaronder Hoth, Bespin, Tatooine, beide versies van de Death Star en de bosmaan Endor.
Na alle levels uit een episode te hebben uitgespeeld en een bepaald aantal gouden stenen te hebben verzameld, komt er een bonuslevel beschikbaar.

## Ontvangst
Van het spel werden meer dan 1,1 miljoen exemplaren verkocht in de openingsweek. Het spel kreeg van alle kanten goede kritieken. Verder werd het spel genomineerd voor een aantal prijzen:
Gewonnen
- IGN's awards voor:
  - Beste PC Action Game of 2006.
  - Reader's Choice: Best GameCube Action Game of 2006
- Spike TV Video Game Awards 2006:
  - "Best Game Based on a Movie or TV Show"
- iParenting Media Awards
  - 2006 Greatest Products Call
- BAFTA Video Game Awards
  - Best Gameplay
- Kidzworld's Top Game of 2006.

Genomineerd
- Satellite Awards
  - "Outstanding Game Based on a Previous Medium"
- BAFTA Video Game Awards
  - Best Children's Game
  - Best Character (Han Solo)
  - Best Game